# Sierawski
Sierawski – polski herb szlachecki, odmiana herbu Słoń.

## Opis herbu
Opis zgodnie z klasycznymi regułami blazonowania:
W polu złotym, na trzech pagórkach zielonych, słoń srebrny. Klejnot: nad hełmem, w koronie trzy pióra strusie. Labry: barwy nieznane.

## Najwcześniejsze wzmianki
Pierwsze informacje o herbie Sierawskich przekazał Kasper Niesiecki pod hasłem Słoń. Niesiecki przypisał tej rodzinie herb Słoń bez żadnej odmiany. Herb Sierawskich jako odmianę herbu Słoń sklasyfikował Juliusz Karol Ostrowski, na podstawie archiwalnych zapisków z 1784 roku (akta krakowskie, zapiski WP. Bisiera). Z kolei w Tablicach odmian herbowych Chrząńskiego, nazwisko Sierawski figuruje pod herbem Słoń. Odmianę Sierawskich, za Ostrowskim, przytacza w swojej publikacji Tadeusz Gajl.

## Herbowni
Jedna rodzina herbownych (herb własny):
Sierawski.
Niesiecki i Chrząński twierdzili, że rodzina ta używała herbu Słoń bez odmian.